# Tales (kommunhuvudort)
Tales är en kommunhuvudort i Spanien.   Den ligger i provinsen Província de Castelló och regionen Valencia, i den östra delen av landet, 290 km öster om huvudstaden Madrid. Tales ligger 248 meter över havet och antalet invånare är 770.
Terrängen runt Tales är huvudsakligen kuperad, men åt nordost är den platt. Runt Tales är det tätbefolkat, med 319 invånare per kvadratkilometer. Närmaste större samhälle är Onda, 4,4 km öster om Tales. 